# Ernst Hermanns

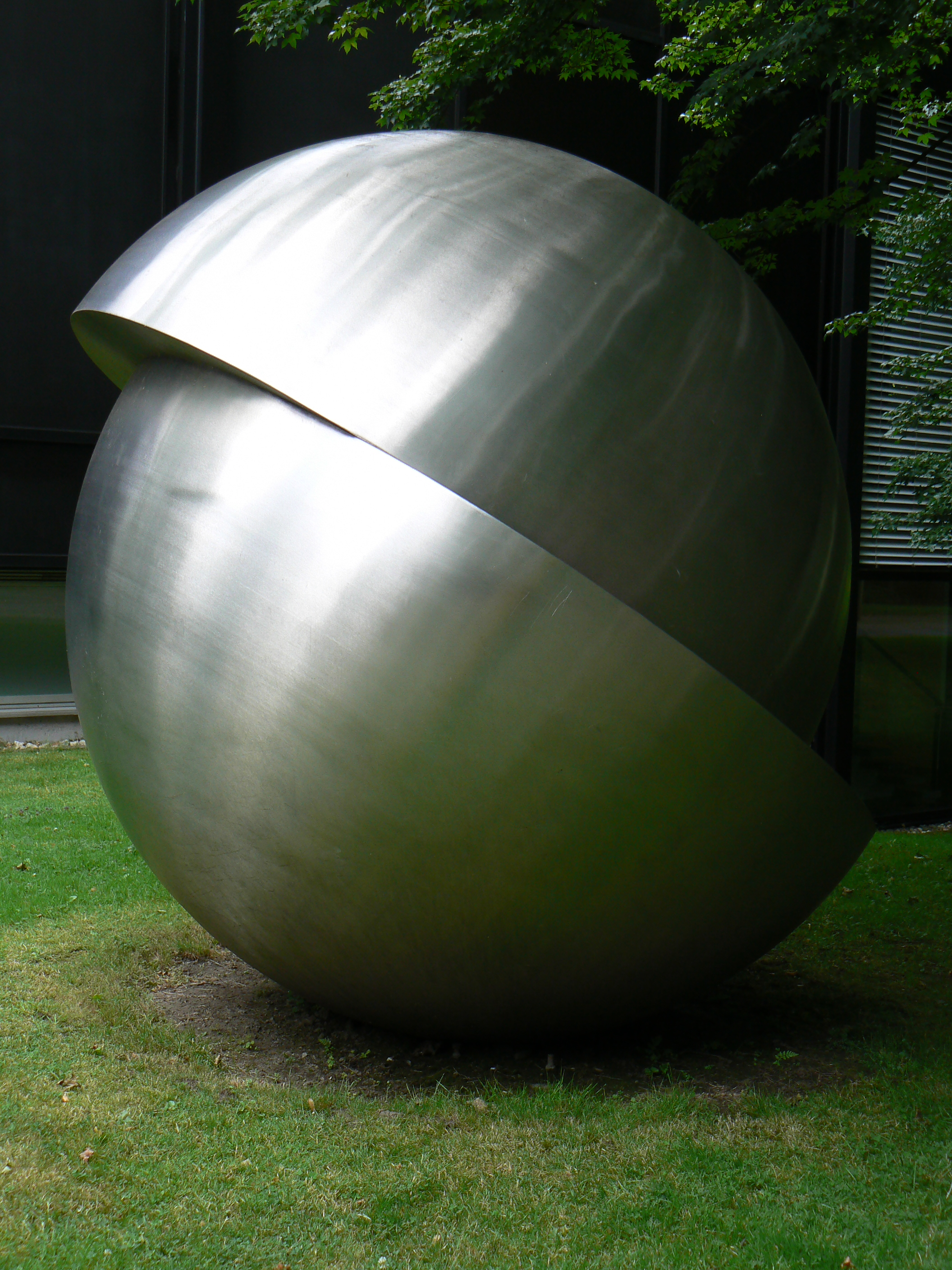
Zwei gegeneinander verschobene Halbkugeln (1977). Museum Quadrat Bottrop

 Ernst Hermanns  (* 8. Dezember 1914 in Münster; † 28. November 2000 in Bad Aibling) war ein deutscher bildender Künstler. Er war ein wichtiger Vertreter der Konkreten Kunst nach dem Zweiten Weltkrieg.

## Leben
Ernst Hermanns studierte an der Kunstgewerbeschule Aachen bei Hein Minkenberg und an der Kunstakademie Düsseldorf bei Sepp Mages. Im Jahr 1948 war Ernst Hermanns in Recklinghausen, zusammen mit Gustav Deppe, Thomas Grochowiak, Emil Schumacher, Heinrich Siepmann und Hans Werdehausen, Mitbegründer der Gruppe Junger Westen – der ersten avantgardistischen Künstlergruppe nach dem Zweiten Weltkrieg in Deutschland. Im Jahr 1950 entstand seine erste abstrakte Skulptur. Im Jahr 1955 wurde Hermanns Mitglied des Westdeutschen Künstlerbundes, 1957 des Deutschen Künstlerbundes.
Im Jahr 1967 zog Hermanns nach München um. Im Jahr 1971 erhielt er ein Stipendium an der Cité Internationale des Arts Paris. Von 1976 bis 1980 war Hermanns Professor an der Kunstakademie Münster. Im Jahr 1986 wurde Ernst Hermanns zum ordentlichen Mitglied der Akademie der Schönen Künste in München berufen.

## Werk
Während Hermanns’ frühe Arbeiten noch den Einfluss von Henry Moore oder Alberto Giacometti erkennen ließen, wandte er sich Mitte der 1960er Jahre verstärkt abstrakt-geometrischen Formen zu.
Insbesondere gehörten Säulen, Zylinder und Kugeln zu wiederkehrenden Formen in seinem Werk.
Ziel seiner künstlerischen Arbeit in den 1980er Jahren war, Raum, Zeit und Bewegung konkret, das heißt nicht-illusionistisch, erfahrbar zu machen. Hermanns nannte dies „räumliche Konstellationen“.
Etwa ein Drittel des Gesamtwerks von Hermanns befindet sich im Besitz des Museums DKM, Duisburg. Insbesondere entwarf Hermanns eine raumbezogene Arbeit für die Stiftung DKM, die 2005 posthum realisiert wurde. Mit der Stiftung Ernst-Hermanns-Archiv ist die Stiftung DKM seit 1999 auch mit der wissenschaftlichen Betreuung des Nachlasses des Künstlers befasst.

### Preise und Auszeichnungen

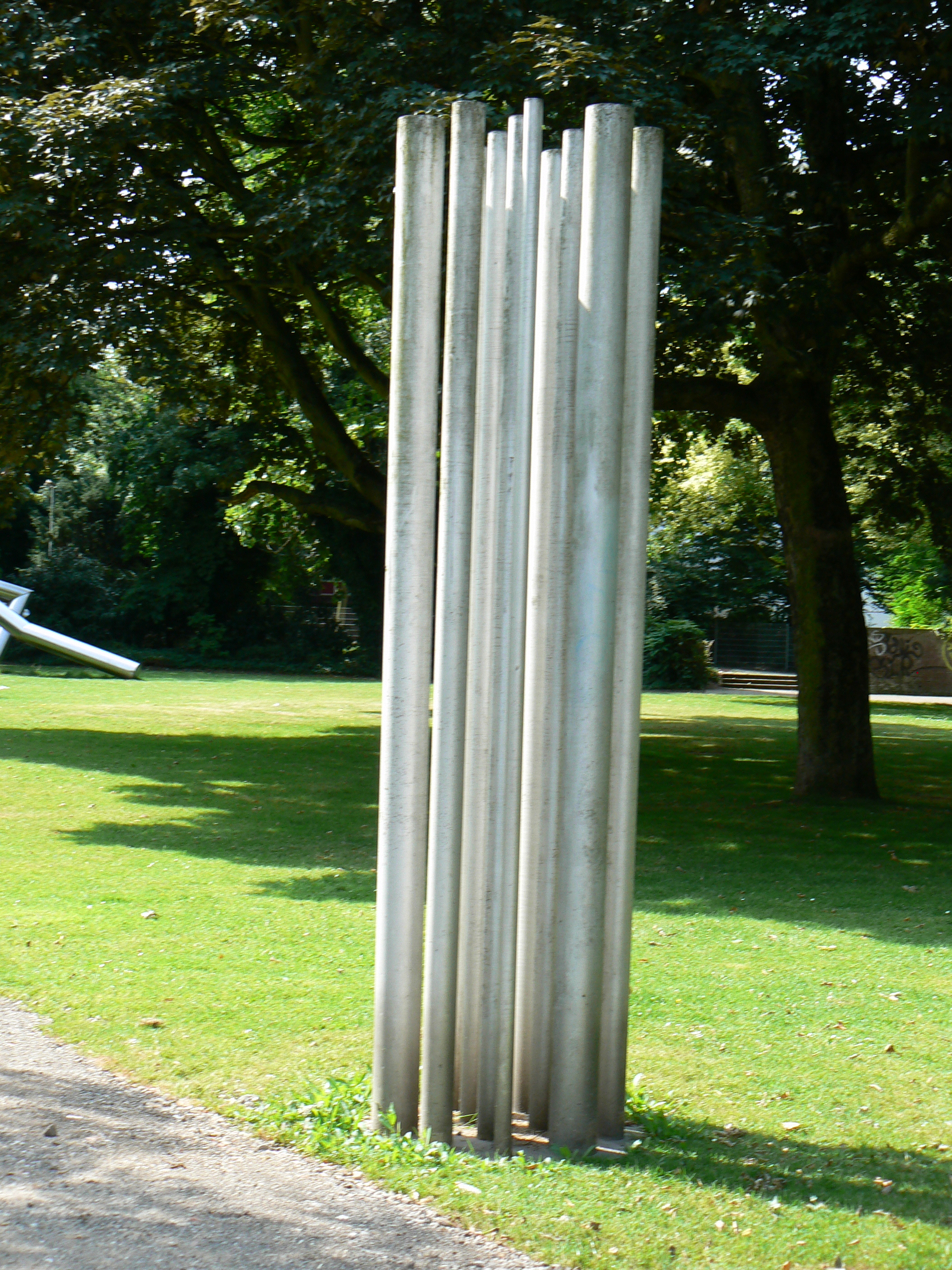
Plastik I/67 (1967). Kantpark, Duisburg

- 1951: Kunstpreis junger westen der Stadt Recklinghausen
- 1959: Kunstpreis der Stadt Darmstadt
- 1964: Konrad-von-Soest-Preis des Landschaftsverbands Westfalen-Lippe
- 1967: Wilhelm-Morgner-Preis, Soest
- 1990: Piepenbrock Preis für Skulptur der Kulturstiftung Hartwig Piepenbrock in Berlin
- 1993: Harry-Graf-Kessler-Preis des Deutschen Künstlerbundes

### Werke in Museen und Sammlungen
- Osthaus Museum Hagen

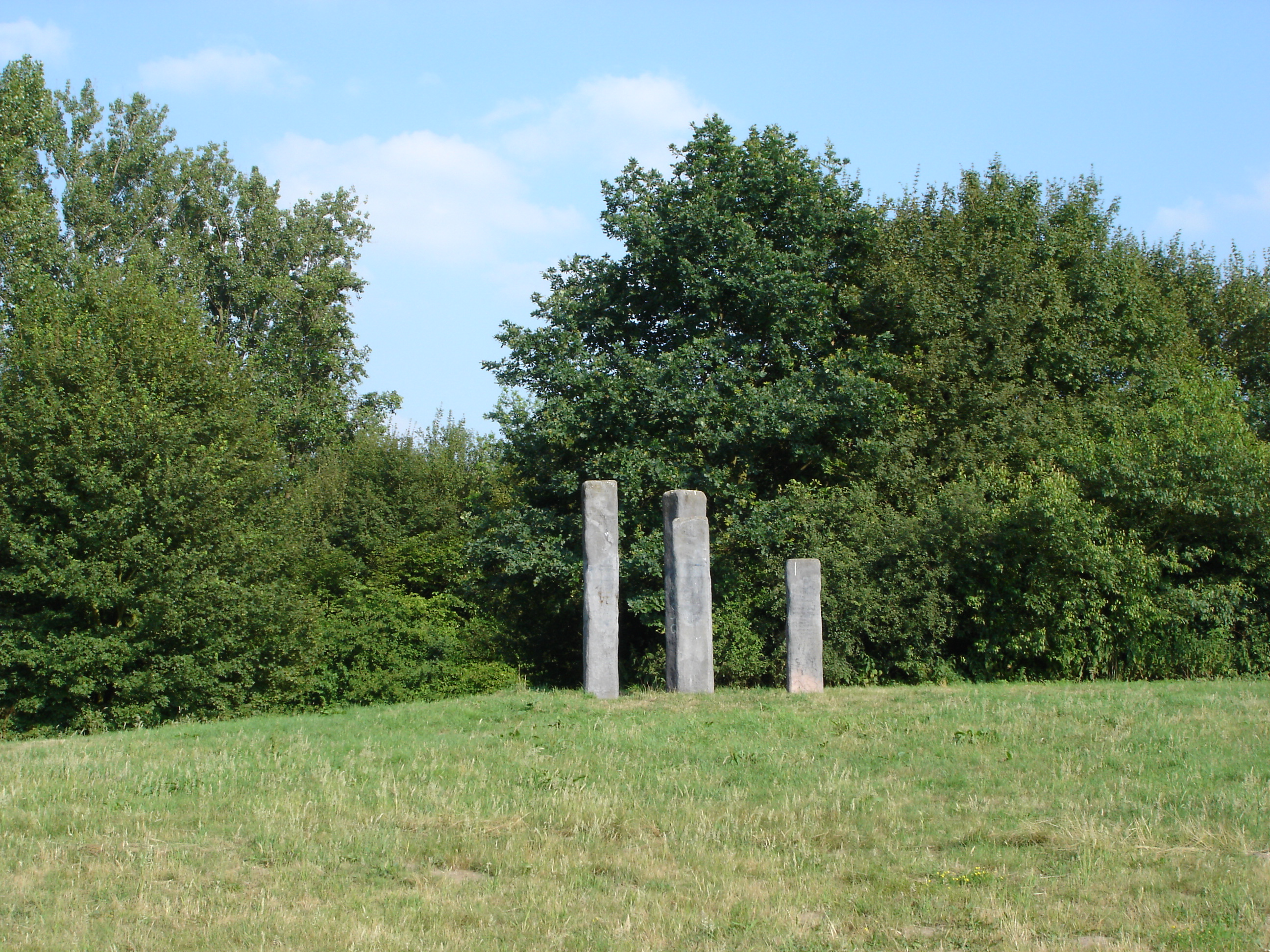
Mehrförmige Großplastik (1960), Steinskulptur. Wienburgpark im westfälischen Münster

- Städtische Galerie im Lenbachhaus, München
- Morat-Institut, Freiburg im Breisgau
- Museum Abteiberg, Mönchengladbach
- Stiftung Ernst Hermanns Archiv, Duisburg
- Museum DKM, Duisburg
- Studio A, Otterndorf
- Museum Folkwang, Essen
- Museum gegenstandsfreier Kunst, Otterndorf
- Kunstsammlungen der Ruhr-Universität Bochum[4]

### Ausstellungen (Auswahl)
- 1959: documenta II, Kassel
- 1983/84: Ernst Hermanns – Arbeiten 1960 bis 1983, Lenbachhaus, München
- 1985: Skulpturen, LWL-Museum für Kunst und Kultur, Münster
- 1987: Skulptur.Projekte, Münster
- 1999: Standpunkt Plastik: Skulptur im Dialog, Skulpturenmuseum Glaskasten Marl
- 1999: Zeichnungen 1956 – 1959, LWL-Museum für Kunst und Kultur, Münster
- 2004: Ernst Hermanns zum 90. Geburtstag, Galerie DKM, Duisburg
- 2005: 50 Jahre documenta, Kunsthalle Fridericianum, Kassel
- 2005: Ernst Hermanns. Skulpturen, Josef Albers Museum Quadrat, Bottrop[5]
- 2006: VIP III. Arena der Abstraktion, Museum Morsbroich, Leverkusen
- 2006/2007: Was ist Plastik? 100 Jahre – 100 Köpfe, Wilhelm Lehmbruck Museum, Duisburg
- 2015: RAUM, STATIK UND BEWEGUNG. Der Plastiker Ernst Hermanns, Museum DKM, Duisburg
- 2015: Allez les boules – Hommage zum 100. Geburtstag, Kunsthalle Recklinghausen[6]